# Democracia Cristiana Aragonesa
Democracia Cristiana Aragonesa (DCAR) fue un partido político de ámbito aragonés que inicialmente formó parte del Equipo de la Democracia Cristiana.
El partido fue liderado por el jurista y Catedrático de Derecho Civil José Luis Lacruz Berdejo, quien ya había logrado reunir a adherentes de la democracia cristiana en Aragón a lo largo de la década de los 60 a través de la Academia Aragonesa de Ciencias Sociales (de la cual fue presidente) y el Instituto de Estudios Europeos, cuya creación promovió.
La presentación de la formación se llevó a cabo en Villanueva de Gállego por José Luis Merino Hernández en 1977, a pesar de que ya funcionaba como organización política desde su fundación en 1976, año este en que se integró en la Alianza Democrática Aragonesa, en la cual también confluyeron la Izquierda Democrática de Joaquín Ruiz-Giménez, la Federación Popular Democrática de José María Gil-Robles y Gil-Delgado y diversos independientes. Dicha alianza excluyó a personalidades ligadas al Movimiento Nacional y mostró una inclinación reformista aunque alejada del rupturismo, abogando por la autonomía para Aragón (el partido suscribió el Manifiesto de Aragón en que se reclamaba el autogobierno, junto con el resto de las formaciones que concurrieron a las elecciones de 1977, salvo AP y la CAIC) y la legalización del PCE, si bien dentro de su seno existían diferencias acerca de la oportunidad de establecer alianzas con dicho partido.
Finalmente, sería precisamente la política de alianzas con la formación liderada por Santiago Carrillo lo cual terminaría por provocar la ruptura de la coalición conformada por la DCAR y el resto de fuerzas del Equipo de la Democracia Cristiana, al optar la Federación de la Democracia Cristiana —contra el criterio de Lacruz Berdejo— por adherirse para las elecciones al Senado a la Candidatura Aragonesa de Unidad Democrática con el PCE y otros partidos de signo marxista y socialista, entre los cuales se contaban el PSOE, el PSP o la Organización Revolucionaria de Trabajadores.

### Resultados electorales
La DCAR se presentó a las elecciones de 1977 con una lista encabezada por el propio Lacruz Berdejo para el Congreso de los Diputados por Zaragoza. En el resto de circunscripciones aragonesas la DCAR no presentó lista alguna para la cámara baja, si bien presentó candidaturas al Senado tanto en Zaragoza (con los candidatos Pilar Crespo Cortés, Manuel García Atance y Santiago Parra de Mas) como en Teruel (con Antonio Julián Cativiela).
Los resultados obtenidos en las elecciones al Congreso por Zaragoza revelaron un nivel de apoyo insuficiente para obtener representación, pues el partido logró tan solo 6014 sufragios (equivalentes al 1,38% de los votos válidos de la provincia), una cifra ligeramente inferior a los 6205 votos cosechados por la coalición electoral del Equipo de la Democracia Cristiana de la que la DCAR se había alejado por las desavenencias anteriormente mencionadas. El partido únicamente se alzó como la lista más votada en los poco poblados municipios de Mainar y Villarroya del Campo, aunque obtuvo resultados destacables en ciertos municipios mayores como Daroca (15,27% de los votos válidos) y Villanueva de Gállego (5,74%).
Con mayor éxito contó la candidatura zaragozana al Senado, cuyos tres candidatos lograron reunir alrededor del 9% de los votos válidos sobre el total de nombres señalados por los electores; no obstante, tampoco en este caso resultaron electos ninguno de sus candidatos, como sucedería igualmente en Teruel.